# Musculus teres major
Der Musculus teres major (lat. für „größerer runder Muskel“ oder „größerer Rundmuskel“) ist ein Skelettmuskel des Oberarms. Er befindet sich beim Menschen auf der Rückseite des Körpers, bei den vierfüßigen Säugetieren an der Innenseite hinter der Schulter. Der Muskel ist an der Bildung der Achsellücken beteiligt.
Beim Menschen zieht er über eine gemeinsame Endsehne mit dem Musculus latissimus dorsi durch die Achselhöhle zur Vorderseite des Oberarmknochens. Zwischen dieser Sehne und dem Knochen liegt ein Schleimbeutel (Bursa subtendinea musculi teretis majoris), der als Gleitlager beim Heranführen des Armes dient. Dabei liegt der Musculus teres major oberhalb (kranial) des Musculus latissimus dorsi.

## Funktion
Durch den Verlauf kann der Muskel den Arm nach innen drehen (Innenrotation), nach hinten ziehen (Retroversion) und wenn der Arm vom Körper seitlich wegbewegt wurde, ihn wieder an den Körper heranziehen (Adduktion).
Bei den vierfüßigen Säugetieren wirkt der Muskel als Beuger des Schultergelenks und als Rückführer der Vordergliedmaße.

## Innervation
Beim Menschen wird der Musculus teres major vom Nervus thoracodorsalis und/oder vom Nervus subscapularis, selten auch vom Nervus axillaris innerviert. Bei den vierfüßigen Säugetieren wird er generell vom Nervus axillaris versorgt.